# Chloe Dancer/Crown of Thorns
"Chloe Dancer/Crown of Thorns" é uma canção da banda de rock americana Mother Love Bone. A canção é a quarta faixa do debut da banda o EP, Shine (1989). "Chloe Dancer/Crown of Thorns" é na verdade duas canções em conjunto seqüenciado. "Crown of Thorns" é encontrada sozinha no álbum de estúdio da banda Apple (1990). "Chloe Dancer" não está disponível como um faixa no álbum Apple.

## Recepção
"Chloe Dancer/Crown of Thorns" é aclamado pela crítica, sendo considerada uma das melhores canções do Mother Love Bone. Jason Josephes da Pitchfork Media descreveu como "uma canção incrivelmente grande."  Steven Rosen do The Denver Post referiu-se à canção como "épico transe". Spencer Patterson do Las Vegas Sun comenta que a canção é "fantasticamente melancolia." Essi Berelian do Rough Music Guide escreve que "é maravilhosamente turbilhão." O The Salt Lake Tribune achou a canção "misteriosa" e elogiou o vocalista Andrew Wood pela poderosa e emotiva voz." A canção foi incluída pela Rolling Stone em sua lista de "The Fifty Best Songs Over Seven Minutes Long" (As 50 Melhores Músicas de 7 Minutos de Duração).

## Versões Cover
O Pearl Jam, formado pelos ex-membros do Mother Love Bone Jeff Ament e Stone Gossard, executaram a canção "Crown of Thorns" muitas vezes em concertos, começando em 10/22/00 – Las Vegas, Nevada, no décimo aniversário do primeiro show do Pearl Jam. A canção também está incluída no DVD do concerto de 2003, Live at the Garden, em que o vocalista do Pearl Jam, Eddie Vedder, em homenagem à Wood, disse: "Eu acho que Jeff e Stone irão me apoiar nessa. Andy teria adorado isso aqui." Duas performances da música de Pearl Jam de 2005 e 2006 foram emitidos no Live at the Gorge 05/06. As duas apresentações foram realizadas em 1 de setembro de 2005 e 23 de julho de 2006. Tem sido argumentado que, Stone Gossard e Jeff Ament contribuiram para a escrita da música, assim, as versão da música por Pearl Jam não pode ser considerada cover no sentido clássico do termo.

## Reconhecimentos
| Publicação    | País          | Elogio                                           | Ano  | Classificação |
| ------------- | ------------- | ------------------------------------------------ | ---- | ------------- |
| Rolling Stone | United States | "As 50 Melhores Músicas de 7 Minutos de Duração" | 2007 | *             |

* denota uma lista não ordenada